# Адам Фішер

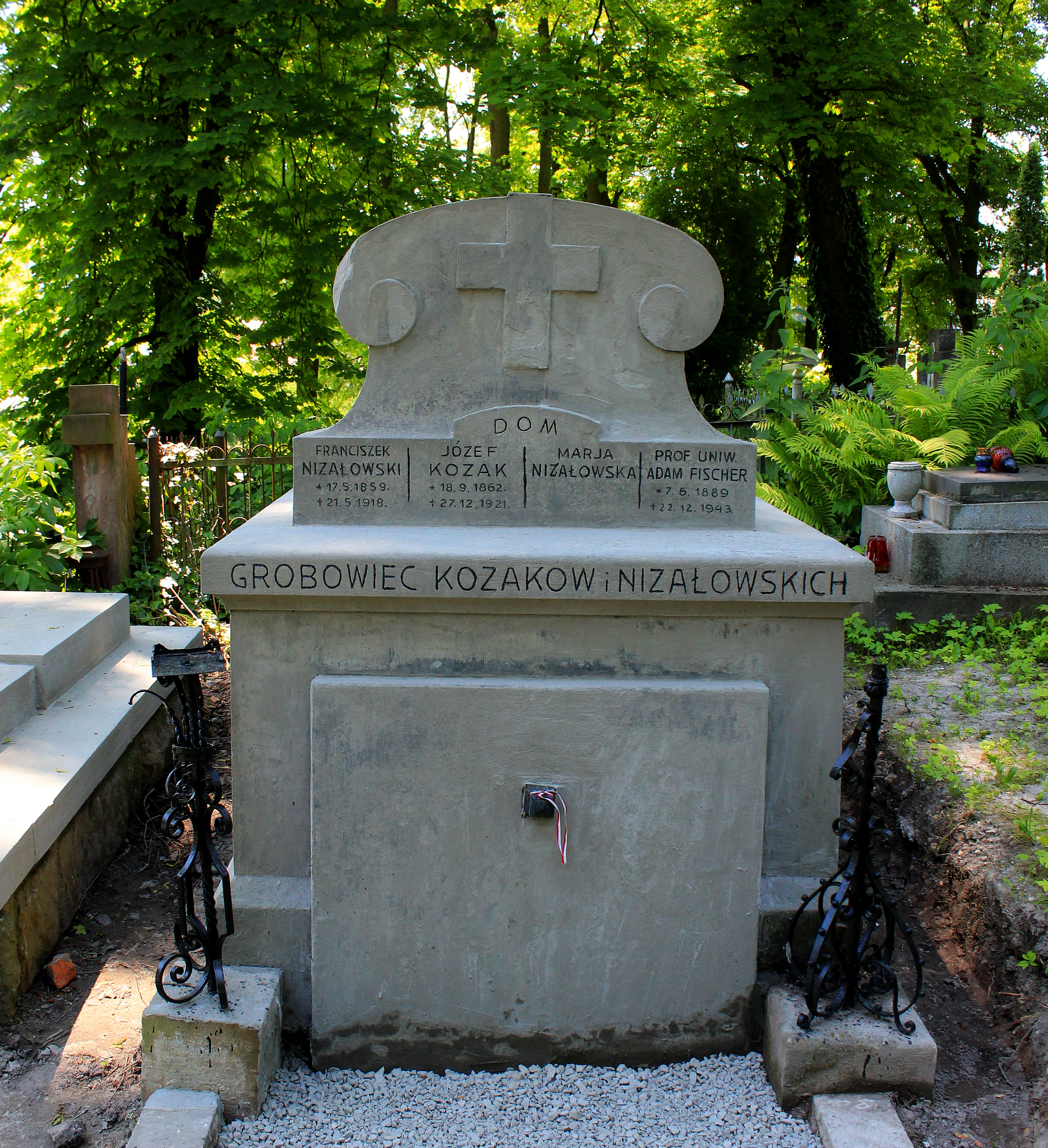

Адам Фішер (пол. Adam Fischer; 7 червня 1889, Перемишль — 22 грудня 1943, Львів) — польський етнограф родом з Перемишля, професор Львівського Університету (1924—1939), очолював кафедру етнології і антропології.
Праці з ділянки фольклору і народного мистецтва в Польщі, автор популярних монографій про слов'янські народи, серед інших «Rusini» (1929).
Помер у Львові, похований у гробівці Козаків та Ніжаловських, на 75 полі Личаківського цвинтаря.

## Твори
- Lud polski. — 1926
- Rusini, zarys etnografii na Rusi. — 1928
- Etnografia słowiańska — Łużyczanie. — 1932
- Etnografia słowiańska — Połabianie. — 1932
- Etnografia słowiańska — Polacy. — 1934
- Kaszubi na tle etnografii Polski. — 1935 [w:] Kaszubi. Kultura ludowa i język, red. z: Friedrich Lorentz, Tadeusz Lehr-Spławiński
- Drzewa w wierzeniach i obrzędach ludu polskiego. — Lwów, 1938.